# Liste der Naturdenkmäler in Wien/Meidling
Die Liste der Naturdenkmäler in Wien/Meidling listet alle als Naturdenkmal ausgewiesenen Objekte im 12. Wiener Gemeindebezirk Meidling auf. Insgesamt bestehen in Meidling 12 Naturdenkmäler.

## Naturdenkmäler
| Foto |                 | Name                                                       | ID  | Standort                                                                                  | Beschreibung | Fläche | Datum      |
| ---- | --------------- | ---------------------------------------------------------- | --- | ----------------------------------------------------------------------------------------- | --- | ------ | ---------- |
| 0 BW | Datei hochladen | Männliche Eibe (Taxus baccata), Esche (Fraxinus excelsior) | 79  | Wien, Altmannsdorfer Schlosspark KG: Altmannsdorf GrStNr: 3/1 Standort                    | Das Naturdenkmal im Park von Schloss Altmannsdorf besteht aus einer Männlichen Europäischen Eibe (Taxus baccata) und einer Gemeinen Esche (Fraxinus excelsior), wobei die beiden Bäume infolge ihrer „hervorragenden Schönheit“ geschützt wurden. |        | 25.08.1938 |
| 1    | Datei hochladen | 11 Schwarzkiefern (Pinus nigra)                            | 170 | Wien, Tivoligasse 73 KG: Meidling GrStNr: 718 Standort                                    | Die elf Schwarzkiefern (Pinus nigra) stehen im Garten des Springer-Schlössl. |        | 04.09.1941 |
| 0 BW | Datei hochladen | Bergahorn (Acer pseudoplatanus)                            | 175 | Wien, Altmannsdorfer Straße 52–54 KG: Hetzendorf Standort                                 | |        | 04.09.1941 |
| 1    | Datei hochladen | "Gatterhölzl"                                              | 341 | Wien, Tivoligasse, Ecke Hohenbergstraße KG: Meidling GrStNr: 718 Standort                 | Das Naturdenkmal „Gatterhölzl“ beinhaltet den Park der Villa Springer und den Park der Pfarre Gatterhölzl. |        | 25.05.1943 |
| 0 BW | Datei hochladen | Schwarzkiefer (Pinus nigra)                                | 355 | Wien, Hetzendorfer Straße 48 KG: Altmannsdorf GrStNr: 155/36 Standort                     | |        | 03.05.1946 |
| 1    | Datei hochladen | Esche (Fraxinus excelsior)                                 | 356 | Wien, Werthenburggasse 9 KG: Hetzendorf Standort                                          | |        | 03.05.1946 |
| 1    | Datei hochladen | Wintergrüne Eiche (Quercus turneri „Pseudoturneri“)        | 425 | Wien, Schöpfergasse 8 KG: Hetzendorf GrStNr: 424/67 Standort                              | Die sogenannte Wintergrüne Eiche (Quercus turneri „Pseudoturneri“) ist ein Bastard zwischen einer einheimischen und einer mediterranen, immergrünen Eiche, die 1910 gepflanzt wurde. |        | 06.04.1955 |
| 1    | Datei hochladen | Schönbrunner Allee                                         | 556 | Wien, Schönbrunner Allee KG: Hetzendorf GrStNr: 539/1; 344/1 Standort                     | Die Schönbrunner Allee ist eine historische, nahezu zweihundertjährige Anlage, aus vier Baumreihen. Sie besteht aus Rosskastanien, Linden und Ahornbäumen. Sie diente ursprünglich als repräsentative Verbindung zwischen Schloss Schönbrunn und Schloss Hetzendorf. |        | 10.02.1973 |
| 1    | Datei hochladen | Roßkastanienallee, Spitz- und Bergahornreihe               | 557 | Wien, Schlöglgasse KG: Hetzendorf Standort                                                | Das Naturdenkmal besteht aus einer Allee aus Bäumen der Gewöhnlichen Rosskastanie (Aesculus hippocastanum), die von der Schönbrunner Allee weg bis auf die Höhe der Schlöglgasse 61 beidseitig stocken. Im Anschluss verläuft, allerdings nur noch südseitig bis Mündung in die Rosenhügelstraße eine Baumreihe aus Spitzahorn bzw. Bergahorn (Acer platanoides) bzw. (Acer psendoplatan). |        | 09.03.1973 |
| 1    | Datei hochladen | Zürgelbaum (Celtis occidentalis)                           | 624 | Wien, Tivoligasse 73 KG: Meidling GrStNr: 718 Standort                                    | Der Amerikanische Zürgelbaum (Celtis occidentalis) befindet sich im Springerpark, der Parkanlage des Springer-Schlössls. Der Baum wurde wie andere ausländische Gehölze seinerzeit bei der Gestaltung zum Landschaftsgarten gepflanzt. |        | 22.10.1975 |
| 1    | Datei hochladen | Platane (Platanus x hybrida)                               | 627 | Wien, Tivoligasse 73 KG: Meidling GrStNr: 718 Standort                                    | Die Ahornblättrige Platane (Platanus x hybrida) befindet sich im Springerpark, der Parkanlage des Springer-Schlössls. Die Platane wurde wie andere ausländische Gehölze seinerzeit bei der Gestaltung zum Landschaftsgarten gepflanzt. |        | 22.10.1975 |
| 1    | Datei hochladen | Esche (Fraxinus excelsior)                                 | 632 | Wien, Kaulbachstraße 7 KG: Hetzendorf GrStNr: 257/3 Standort                              | Die Gemeine Esche (Fraxinus excelsior) wurde auf Grund ihrer Größe und ihrer Bedeutung für das örtliche Stadtbild unter Schutz gestellt. Sie ist ein Relikt des früheren autochthonen Baumbestandes. |        | 02.10.1975 |
| 1    | Datei hochladen | Stieleiche (Quercus robur)                                 | 847 | Wien, Theodor-Körner-Park, ggü. Breitenfurter Str. 13 KG: Meidling GrStNr: 174/1 Standort | Der Baum beeindruckt durch seine Größe, Wuchsform und Vitalität. Es handelt sich um die Theodor-Körner-Eiche, auf die auch ein Findling mit Inschriftentafel verweist (siehe Liste der Kunstwerke im öffentlichen Raum in Wien/Meidling). |        | 17.07.2019 |

| Foto:                    | Fotografie des Naturdenkmals. Klicken des Fotos erzeugt eine vergrößerte Ansicht. Daneben finden sich zwei Symbole: \| Weitere Bilder vorhanden \| Das Symbol bedeutet, dass weitere Fotos des Objekts verfügbar sind. Durch Klicken des Symbols werden sie angezeigt. \| \| Eigenes Foto hochladen \| Durch Klicken des Symbols können weitere Fotos des Objekts in das Medienarchiv Wikimedia Commons hochgeladen werden. \| |
| Name:                    | Bezeichnung des Naturdenkmals laut offiziellen Quellen |
| ID                       | Identifikator |
| Standort:                | Es ist die Gemeinde und falls vorhanden die Adresse angegeben. Darunter sind die Katastralgemeinde (KG) und die Grundstücksnummer angeführt. Durch Aufruf des Links Standort wird die Lage des Denkmals in verschiedenen Kartenprojekten angezeigt. |
| Beschreibung             | Kurze Beschreibung des Naturdenkmals |
| Fläche                   | Fläche des Naturdenkmals in Hektar (ha) |
| Datum                    | Datum oder Jahr der Unterschutzstellung |
| Weitere Bilder vorhanden | Das Symbol bedeutet, dass weitere Fotos des Objekts verfügbar sind. Durch Klicken des Symbols werden sie angezeigt. |
| Eigenes Foto hochladen   | Durch Klicken des Symbols können weitere Fotos des Objekts in das Medienarchiv Wikimedia Commons hochgeladen werden. |